# Notropis chalybaeus
Notropis chalybaeus és una espècie de peix cipriniforme de la família dels ciprínids.

## Morfologia
Els mascles poden assolir els 6,5 cm de longitud total.

## Distribució geogràfica
Es troba a Nord-amèrica: Estats Units.